# Svobodné Hamry (zámek)
Zámek Svobodné Hamry se nalézá na jižním okraji osady Svobodné Hamry, místní části obce Vysočina v okrese Chrudim. Zámek je spolu se sochou svatého Jana Nepomuckého chráněn od roku 1958 jako nemovitá kulturní památka ČR.

## Historie
Malý venkovský zámek s dochovanou renesanční dispozicí ze 16. století byl postaven na místě původně tvrze z 15. století nazývané Odranec)..
Po požáru v roce 1896 byl zámek přestavěn v pseudobarokním stylu. Od roku 1862 byl jeho majitelem český architekt a stavitel Jan Nevole (1812 – 1903), činný v Čechách a Srbsku, na zámku žil od roku 1863 až do své smrti, hospodařil také na velkostatku náležejícímu k zámku. Během jeho života se zámek stal kulturním centrem s vlasteneckým prvkem. Svou vlasteneckou činností si získal respekt spoluobčanů na Kamenicku.
Na zámku pobýval František Alexandr Zach (1807–1892), právník, vojenský teoretik a panslavista, který působil v Srbsku, kde dosáhl hodnosti generála srbské armády. Po roce 1877 byl hostem na zámku také například Karel Václav Rais (1859–1926), tehdy učitel v Trhové Kamenici a později spisovatel. Uvádí se také návštěvy českých osobností, Františka Palackého (1798–1876) a Františka Ladislava Riegra (1818–1903).
Objekt zámku je chráněn jako kulturní památka. V sedmdesátých letech 20. století byl zámek opravován a v letech 1982–1996 byl sídlem muzea lidové architektury a technického stavitelství s názvem Soubor lidových staveb Vysočina (v současnosti Muzeum v přírodě Vysočina se sídlem ve městě Hlinsko). V rámci tzv. restitucí v 90. letech 20. století byl vrácen do soukromého vlastnictví (od roku 1997 je objekt zámku veřejnosti nepřístupný).

## Popis
Zmek Svobodné Hamry je volně stojící čtvercová jednopatrová stavba s růžově zbarvenou omítkou a bílými doplňky. Budova je třítraktová, prostřední trakt tvoří silně vystupující rizalit s arkádovou podsíní.
Přízemí se dolů rozšiřuje, fasádu člení pásková rustika. Okna v přízemí jsou dvojitá, šestitabulková, zapuštěná, v nadpraží s naznačenými klenáky. Mezi patry probíhá kolem budovy zámku profilovaná mezipatrová římsa.
Okna v patře jsou rovněž dvojitá a šestitabulková. Usazena jsou v profilovaných šambránach s bosovanými klenáky. Pod okny jsou podokenní výplně s profilované římsou, nadokenní římsy jsou profilované a uprostřed segmentově vzepjaté.
Vstupní průčelí zámku Svobodné Hamry je členěno do 4 os, přičemž 3. osu tvoří vystupující rizalit s arkádovou podsíní. Nároží rizalitu zdobí rustikové liseny. Boční strana rizalitu při pohledu od silnice je dole otevřena půlkruhovou arkádou, nad kterou je v patře umístěno šestitabulkové okno v šambráně s profilovanou nadokenní římsou.
Čelní strana rizalitu je v přízemí otevřena půlkruhovou arkáda s profilovanou archivoltou s trojicí bosovaných klenáků ve vrcholu. Nad arkádou je v prvním patře rizalitu umístěno šestitabulkové okno (stejné jako ostatní okna prvního patra).
Průčelí rizalitu zakončuje nad korunní římsou umístěný štít členěný římsou na dvě nestejně vysoké části. V dolní vyšší části zakončené po stranách volutami se nalézá v šambráně sdružené okénko členěné středním toskánským polosloupkem.
Na koncích římsy členící štít jsou umístěny malé obelisky. Nižší horní část štítu je po stranách rovněž zakončena volutami, uprostřed je umístěno kruhové okénko.
Štít je zakončen šestibokou oplechovanou věžičkou se jehlancovitou stříškou zakončenou makovicí.
Střecha zámku je kryta měděným plechem, na rizalitu je sedlová, na hlavní budově stanová se seříznutou horní částí, ohrazenou nízkým kovovým ozdobným zábradlím. Komíny jsou vyzděny z režných cihel.

## Galerie

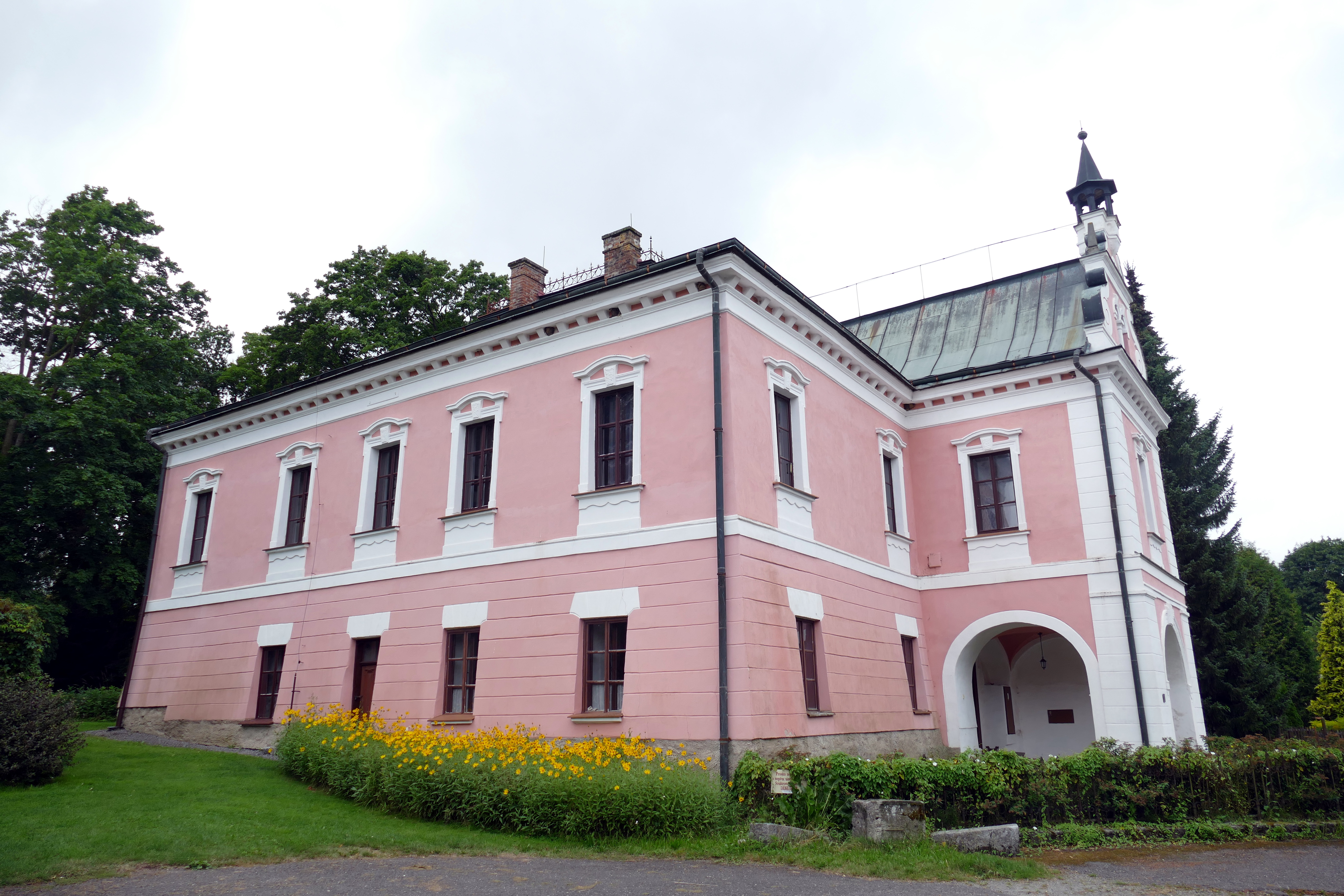
Zámek Svobodné Hamry
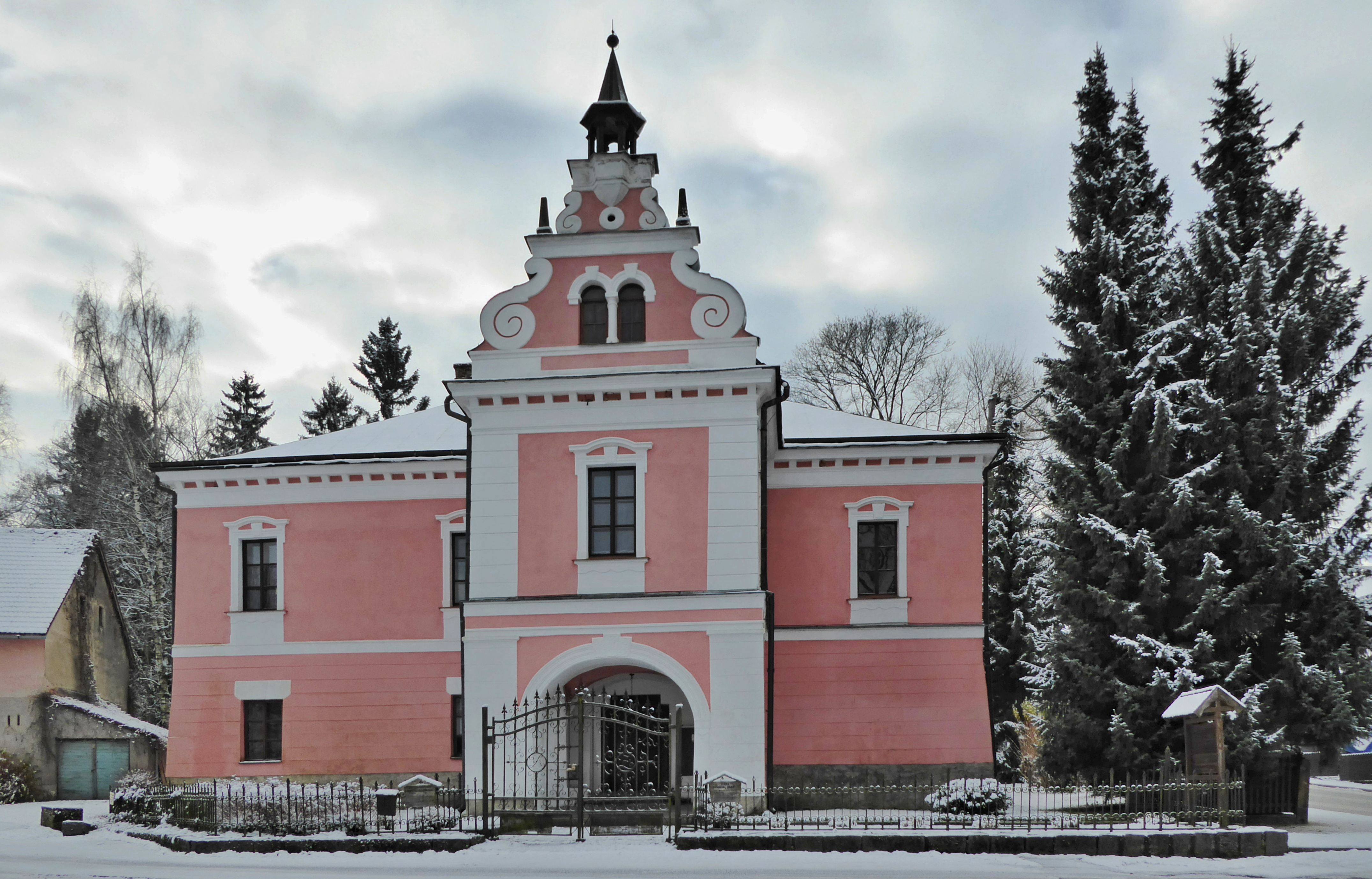
průčelí zámku Svobodné Hamry
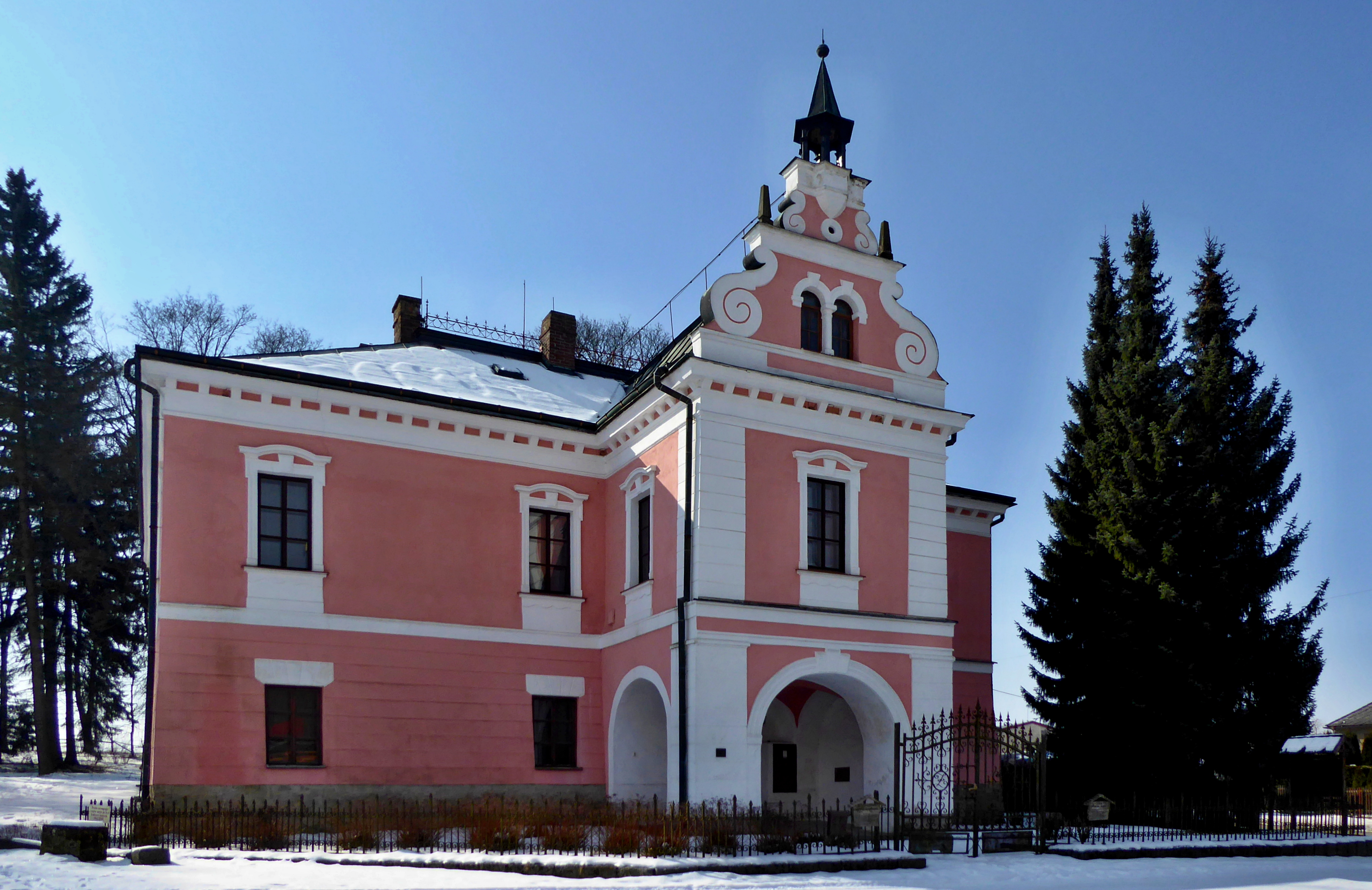
průčelí zámku Svobodné Hamry
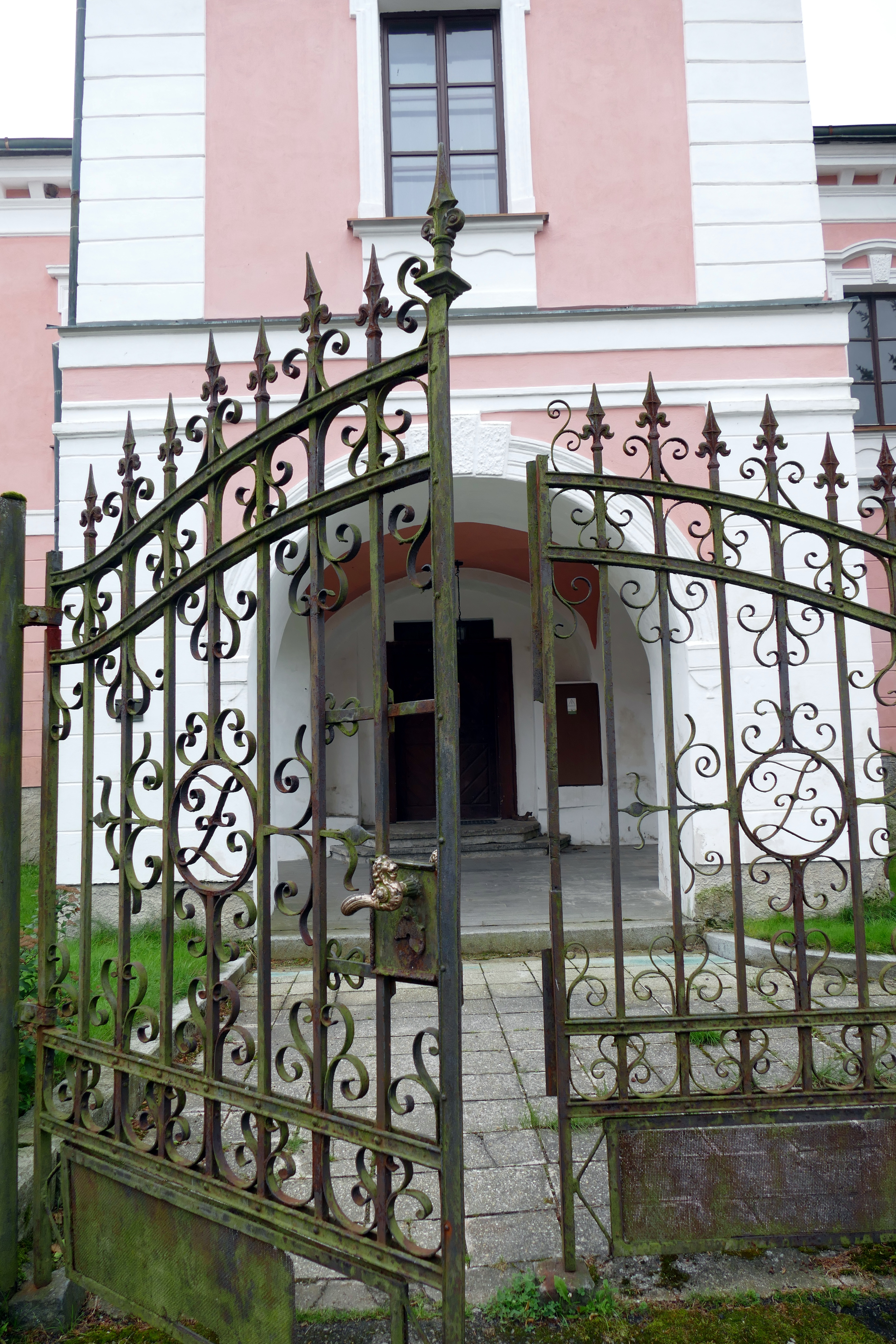
zámecká brána